# Osbornit
Osbornit ist ein sehr selten vorkommendes Mineral aus der Mineralklasse der „Elemente (einschließlich natürliche Legierungen, intermetallische Verbindungen, Carbide, Nitride, Phosphide und Silicide)“ mit der chemischen Zusammensetzung TiN und ist damit chemisch gesehen Titannitrid.
Osbornit kristallisiert im kubischen Kristallsystem, konnte jedoch bisher nur in Form von mikroskopisch kleinen, oktaedrischen Kristallen bis etwa 0,1 mm Größe entdeckt werden. Das Mineral ist in jeder Form undurchsichtig (opak) und zeigt auf den Oberflächen der goldgelben Kristalle einen starken Metallglanz.
Osbornit ist ein typisches Meteoritenmineral, von dem bisher (Stand 2017) nur zwei rein irdische Fundorte bekannt sind.

## Etymologie und Geschichte
Erstmals entdeckt wurde Osbornit im Meteoriten Bustee, der 1852 etwa 45 Meilen westlich von Gorakhpur nahe der Bustee Station im Distrikt Basti des nordindischen Bundesstaates Uttar Pradesh niederging. Beschrieben wurde das Mineral 1870 durch Mervyn Herbert Nevil Story-Maskelyne (1823–1911), der es nach George Osborne benannte, der den Meteoriten entdeckt und nach London geschickt hatte.
Typmaterial, das heißt Mineralproben aus dessen Typlokalität Bustee, wird im Natural History Museum in London unter der Katalog-Nr. 32100 aufbewahrt.

## Klassifikation
Bereits in der veralteten, aber teilweise noch gebräuchlichen 8. Auflage der Mineralsystematik nach Strunz gehörte der Osbornit zur Mineralklasse der „Elemente“ und dort zur Abteilung der „Metalle und intermetallische Legierungen (ohne Halbmetalle)“, wo er zusammen mit Carlsbergit, Nierit, Roaldit, Sinoit und Siderazot die unbenannte Gruppe I/A.10 bildete.
Die seit 2001 gültige und von der International Mineralogical Association (IMA) verwendete 9. Auflage der Strunz’schen Mineralsystematik ordnet den Osbornit in die bereits feiner unterteilte Abteilung der „Metallischen Kohlenstoff-, Stickstoff- und Phosphorverbindungen“ ein. Diese ist zudem weiter unterteilt nach den entsprechenden Stoffgruppen, so dass das Mineral entsprechend seiner Zusammensetzung in der Unterabteilung „Nitride“ zu finden ist, wo es nur noch zusammen mit Carlsbergit die „Osbornitgruppe“ mit der System-Nr. 1.BC.15 bildet.
Auch die vorwiegend im englischen Sprachraum gebräuchliche Systematik der Minerale nach Dana ordnet den Osbornit in die Klasse und gleichnamige Abteilung der „Elemente“ ein. Hier ist er zusammen mit Khamrabaevit, Niobocarbid und Tantalcarbid in der „Osbornitgruppe, Carbide und Nitride“ mit der System-Nr. 01.01.19 innerhalb der Unterabteilung „Elemente: Metallische Elemente außer der Platingruppe“ zu finden.

## Kristallstruktur
Osbornit kristallisiert kubisch in der Raumgruppe Fm3m (Raumgruppen-Nr. 225) mit dem Gitterparameter a = 4,24 Å sowie 4 Formeleinheiten pro Elementarzelle. Die Kristallstruktur gleicht der von Natriumchlorid.

## Bildung und Fundorte
In seiner Typlokalität, dem in Indien niedergegangenen Achondriten Bustee, fand sich Osbornit eingebettet in dem ebenfalls erstmals im Bustee-Meteoriten entdeckten Mineral Oldhamit und vergesellschaftet unter anderem mit Diopsid.
Des Weiteren konnte Osborn bisher (Stand 2017) in folgenden Meteoriten nachgewiesen werden:
- Antarktis
  - Yamato 691 wurde 1969 im Königin-Fabiola-Gebirge entdeckt
  - Allan Hills 85085 fand sich 1985 in den Allan Hills
- Algerien
  - Ilafegh 009 wurde 1989 in der Provinz Adrar gefunden
- Australien
  - Yilmia entdeckte man 1969 bei Kambalda im Verwaltungsgebiet Coolgardie Shire
- China
- Estland
  - Pillistfer schlug am 8. August 1863 bei Pilistvere in
- Finnland
  - Hvittis ging am 21. Oktober 1901 nahe der Stadt Huittinen in Südwestfinnland nieder
- Kanada
  - Abee schlug am 9. Juni 1952 nahe der gleichnamigen Siedlung in der Provinz Alberta ein
- Pakistan, Provinz Punjab
  - Khairpur zerbrach am 23. September 1873 beim Eintritt in die Atmosphäre ging und als Meteoritenschwarm nahe dem ehemaligen Fürstenstaat Khairpur nieder
  - Adhi Kot schlug am 1. Mai 1919 als Einzelmeteorit nahe der Stadt Sargodha ein
- Russland
  - Isheyevo wurde 2003 in der Republik Baschkortostan (englisch Bashkortostan) entdeckt
  - Pesyanoe ging am 2. Oktober 1933 als einer von neun Aubriten in der Oblast Kurgan nieder
- Sudan
  - Khor Temiki wurde am 18. April 1932 beim Niedergang ins Gashdelta des Bundesstaates Kassala beobachtet
- USA
  - Atlanta entdeckte man 1938 im Winn Parish in Louisiana
  - Bishopville schlug am 23. März 1843 nahe dem gleichnamigen Ort im Lee County von South Carolina ein
  - Happy Canyon wurde 1971 im Armstrong County von Texas gefunden

Außerhalb der Erde konnte Osbornit zudem in Mineralproben aus der Koma des Kometen 81P/Wild 2 nachgewiesen werden.
Die bisher einzigen, rein irdischen Fundorte für Osbornit sind ein Erzkörper in der Luobusha Mine (Luobusa Mine) im Kreis Qusum in Tibet sowie ein nicht näher bestimmter Fundort im brasilianischen Bundesstaat Bahia.